# Massimiliano Governi
Massimiliano Governi (Roma, 1962) è uno scrittore, curatore editoriale e sceneggiatore italiano.

## Biografia
Ha lavorato alla Fazi Editore da settembre 2004 a novembre 2007, curando la collana di narrativa italiana Le Vele; alla Elliot edizioni da aprile 2008 a aprile 2010, e da maggio 2010 a novembre 2015 è stato curatore editoriale della Bompiani.
Come sceneggiatore ha scritto la miniserie per Raiuno: Gino Bartali - L'intramontabile, una serie Tv in 12 puntate sulla DIA, e la terza puntata della quarta stagione della serie I bastardi di Pizzofalcone.
Come narratore ha pubblicato il romanzo Il calciatore (Baldini e Castoldi, 1995); quindi, sono apparsi L'uomo che brucia (Einaudi, 2000) e Parassiti (Einaudi, 2005). Il 19 ottobre del 2011 è uscito per Bompiani Chi scrive muore. Il 25 settembre 2013 per Giunti, Come vivevano i felici. A febbraio 2016 è uscito per E/O il suo romanzo La casa blu. Il 12 ottobre del 2017 è uscita la riedizione de Il calciatore, per E/O. A giugno 2018 è uscito Il Superstite sempre per E/O. A ottobre 2020, L'editor per Atlantide, a settembre 2021 Il Secondo libro di nuovo per E/O, e a gennaio 2022  Ma tutti gli altri giorni no, un libro conversazione scritto con suo padre Giancarlo, per Nutrimenti edizioni. A giugno 2022 è uscito L'Istrice, scritto con Silvano Panella, per Spedizioni. A gennaio 2025 Il pronipote di Salgari per Baldini+Castoldi. 
E' finalista al premio Viareggio Rèpaci 2025 nella narrativa con il romanzo Il pronipote di Salgari edito da Baldini+Castoldi.

## Opere
- Il calciatore, Baldini & Castoldi, 1995 poi E/O 2017
- Diario in estate, in Gioventù cannibale, Einaudi Stile Libero, 1996
- L'uomo che brucia, Einaudi Stile libero, 2000
- Parassiti, Einaudi Stile libero,	2005 poi Spedizioni 2016
- Chi scrive muore, Bompiani, 2011
- Come vivevano i felici, Giunti, 2013
- La casa blu, E/O, 2016
- Il superstite, E/O, 2018
- L'editor, Atlantide, 2020
- Il Secondo libro, E/O, 2021
- Ma tutti gli altri giorni no, Nutrimenti edizioni, 2022
- L'Istrice, Spedizioni, 2022
- Il pronipote di Salgari, Baldini+Castoldi, 2025